# Holger Pedersen
Holger Pedersen (ur. 7 kwietnia 1867, Gelballe; zm. 25 października 1953, Hellerup) – duński językoznawca. Był uczniem Filippa Fiodorowicza Fortunatowa. W 1897 uzyskał stopień doktora. Zajmował się językoznawstwem ogólnym, zwłaszcza porównawczym indoeuropejskim. Dał się poznać jako wybitny znawca języków celtyckich. Wydał między innymi dwutomową monografię Vergleichende Grammatik der keltischen Sprachen (1909–13). Był prekursorem teorii nostratycznej.
Czeski językoznawca Miloš Dokulil, który był uczniem Pedersena, wspominał go jako jednoho z nejmoudřejších lidí, se kterými se v životě setkal (jednego z najmądrzejszych ludzi, z którymi się w życiu zetknął). 